# Vejti
Vejti es un pueblo ubicado en el distrito de Sellye, en el condado de Baranya, Hungría.

## Superficie
Posee una superficie de 9,760 kilómetros cuadrados.

## Demografía
Hasta 2019 la población era de 144 habitantes, con una densidad de población de 14,75 habitantes por kilómetro cuadrado.